# Muret
Muret is een gemeente in het Franse departement Haute-Garonne (regio Occitanie). De gemeente telde 25.653 inwoners op 1 januari 2022. De plaats is de onderprefectuur van het arrondissement Muret. Op het vliegveld van de stad wordt elk jaar de Airexpo-vliegshow gehouden. 

## Geschiedenis

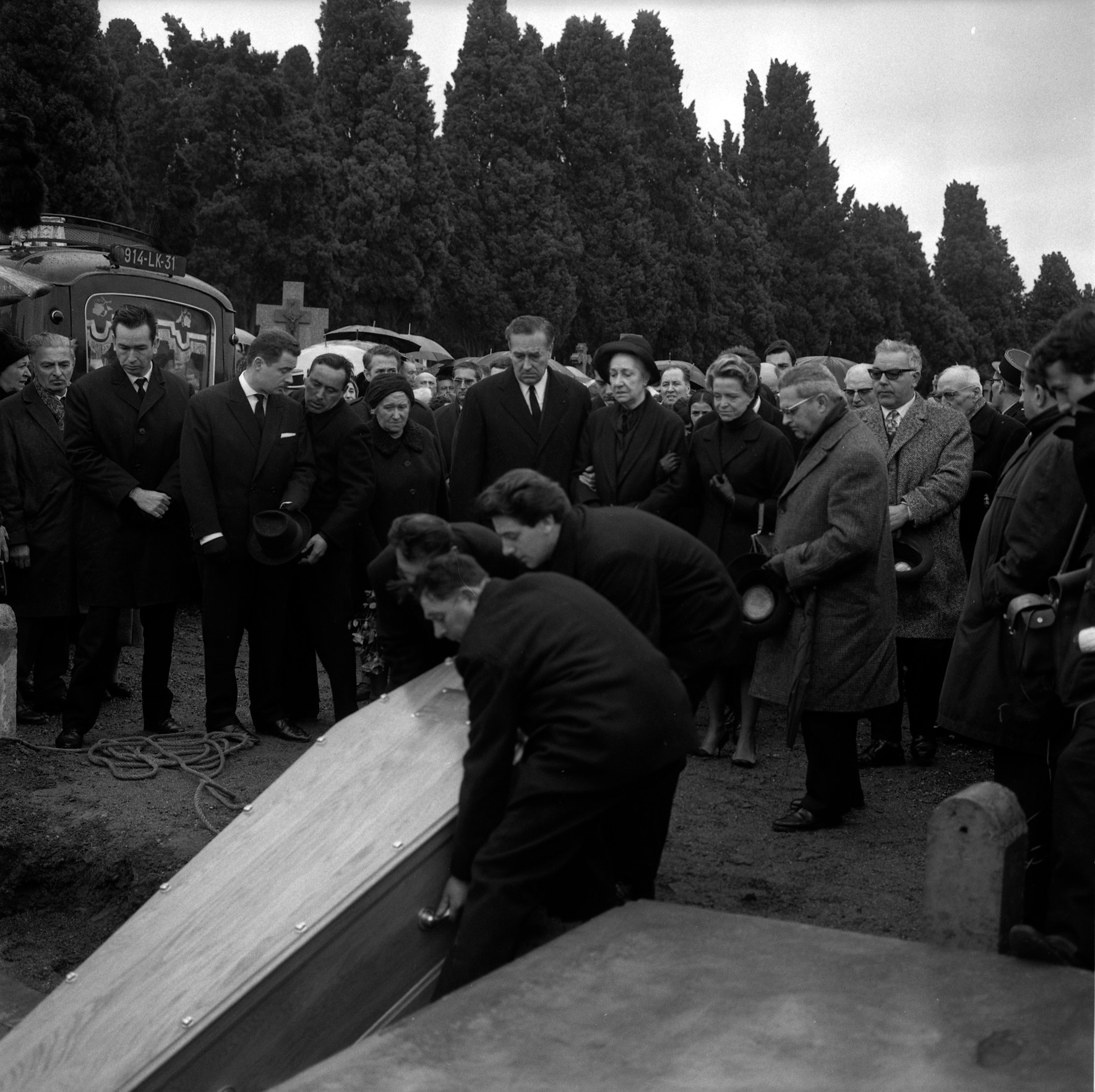
De begrafenis van president Vincent Auriol in Muret in 1966

In de 11e eeuw werd er door de graven van Comminges een burcht gebouwd aan de samenloop van de Louge en de Garonne. De Saint-Serninkerk werd gebouwd in de 11e eeuw; de Saint-Jacqueskerk in de 12e eeuw. In 1203 werd er een brug over de Garonne gebouwd die het handelsverkeer bevorderde. Muret werd in 1213 belegerd door de troepen van graaf Raymond VI van Toulouse en Peter II van Aragón. Het Franse leger geleid door Simon IV van Montfort kwam het garnizoen van Muret ter hulp en versloeg de belegeraars in een veldslag onder de muren van Muret op 12 september.  Hierbij kwam Peter II van Aragón om het leven. Muret werd in de eerste decennia van de 13e eeuw een gemeente bestuurd door consuls.
In 1624 werd het kasteel van de graven van Comminges afgebroken op bevel van kardinaal de Richelieu. Vanaf 1750 werden de stadsmuren van Muret afgebroken.
In de jaren 1920 en 1930 was er stadsvernieuwing onder Vincent Auriol, burgemeester tussen 1925 en 1946: parken werden aangelegd en standbeelden opgericht.

## Geografie
De oppervlakte van Muret bedroeg op 1 januari 2022 57,84 vierkante kilometer; de bevolkingsdichtheid was toen 443,5 inwoners per km². De Louge mondt uit in de Garonne in Muret.
De onderstaande kaart toont de ligging van Muret met de belangrijkste infrastructuur en aangrenzende gemeenten.

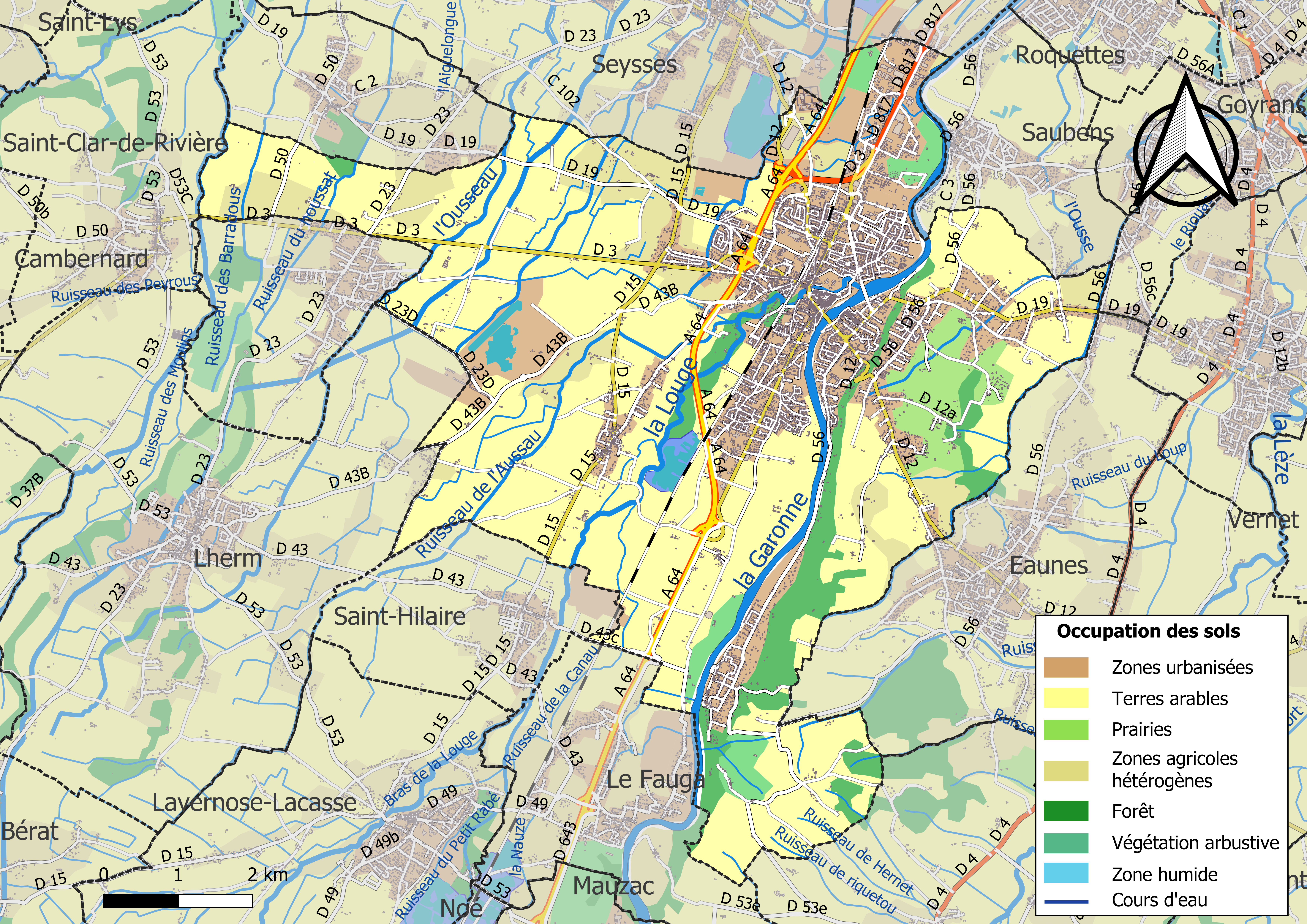

## Verkeer en vervoer
In de gemeente ligt spoorwegstation Muret.
De autosnelweg A64 loopt door de gemeente.

## Demografie
De figuur toont het verloop van het inwonertal (bron: INSEE-tellingen).

## Sport
Muret was drie keer etappeplaats in de wielerkoers Ronde van Frankrijk. Dit was voor het laatst het geval op 20 juli 2025. De Belg Tim Wellens won toen de etappe naar de Carcassonne.

## Bezienswaardigheden

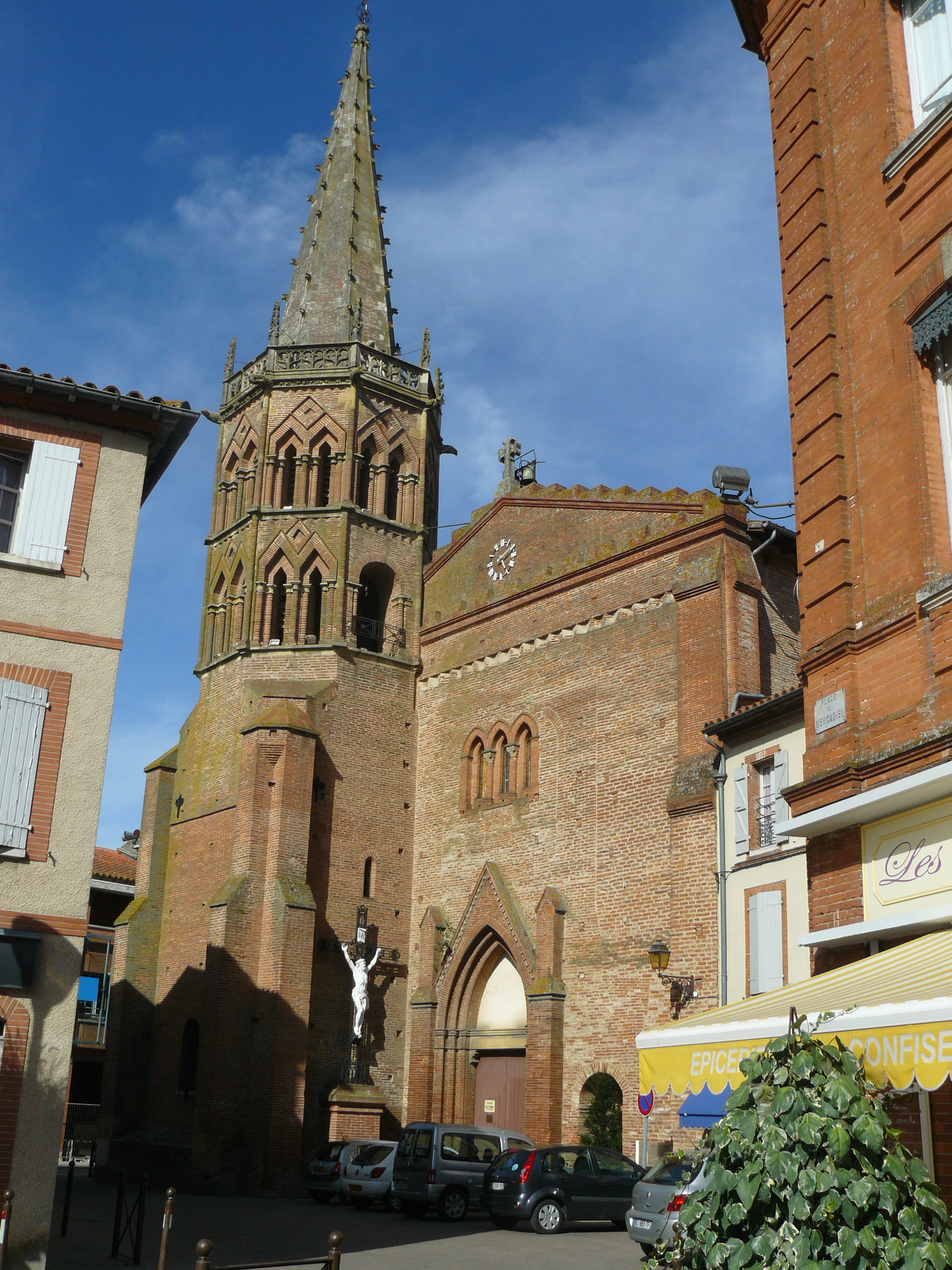
Kerk Saint-Jacques
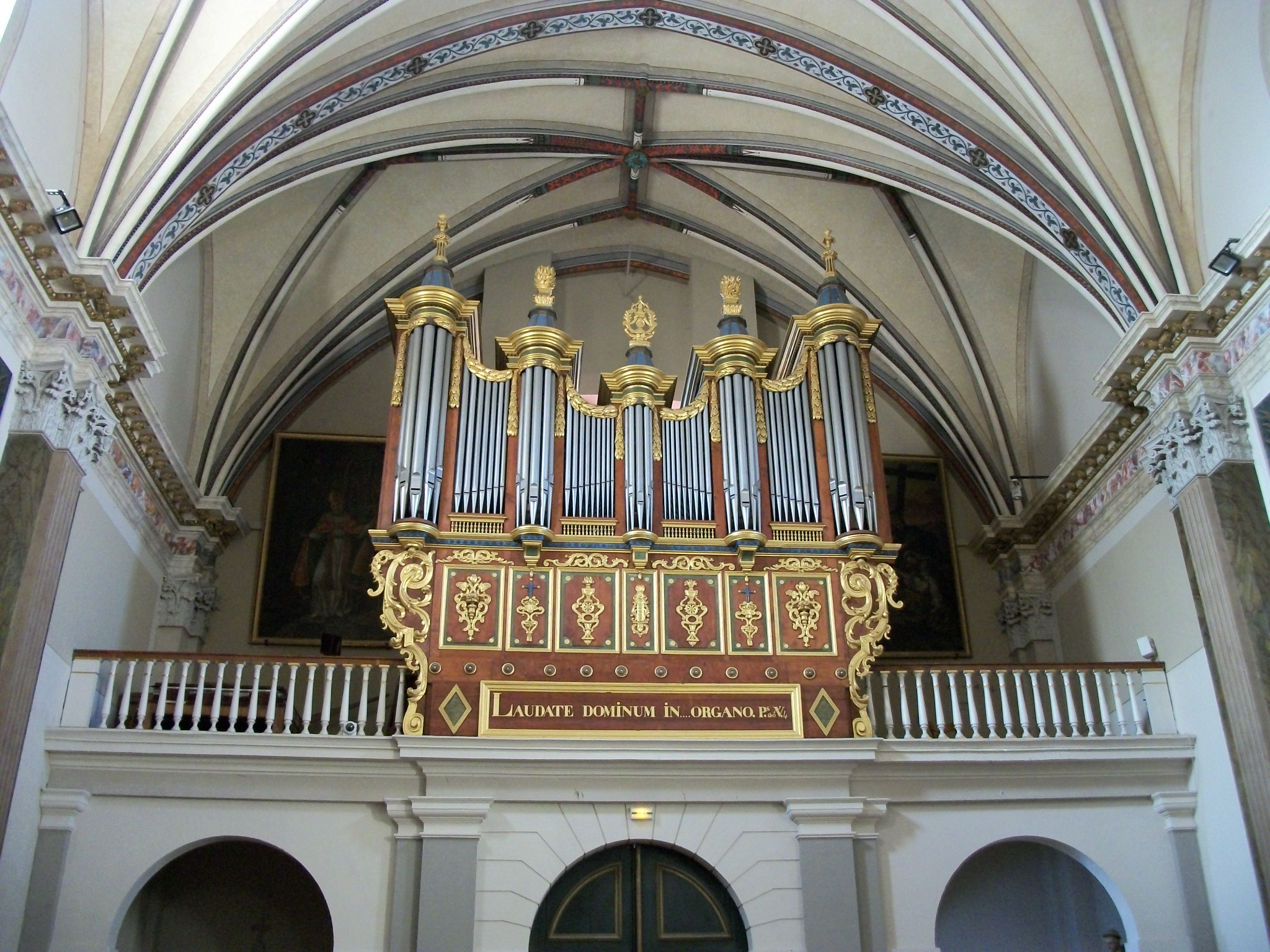
Orgel in de Saint-Jacques
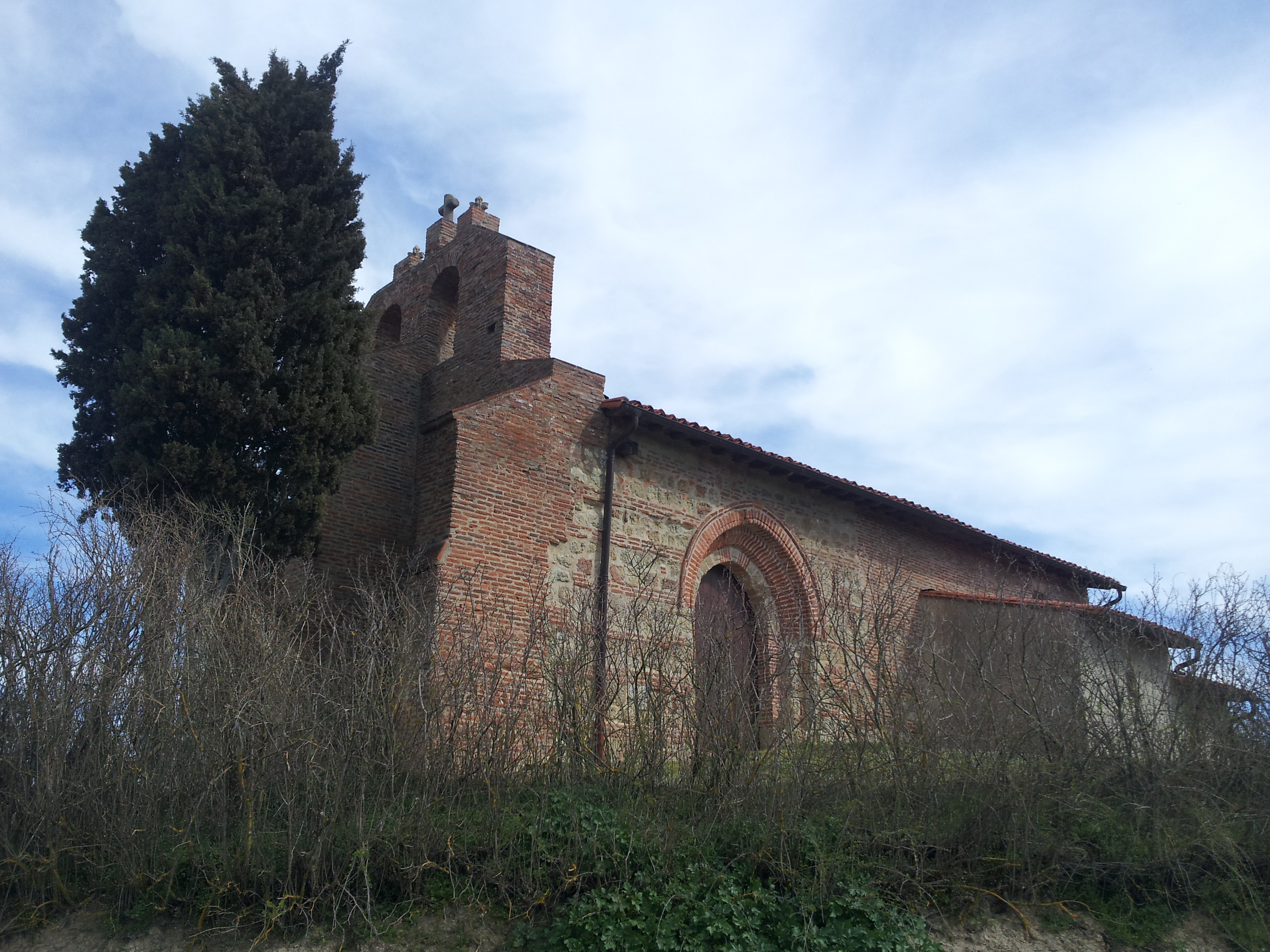
Kapel Saint-Amans
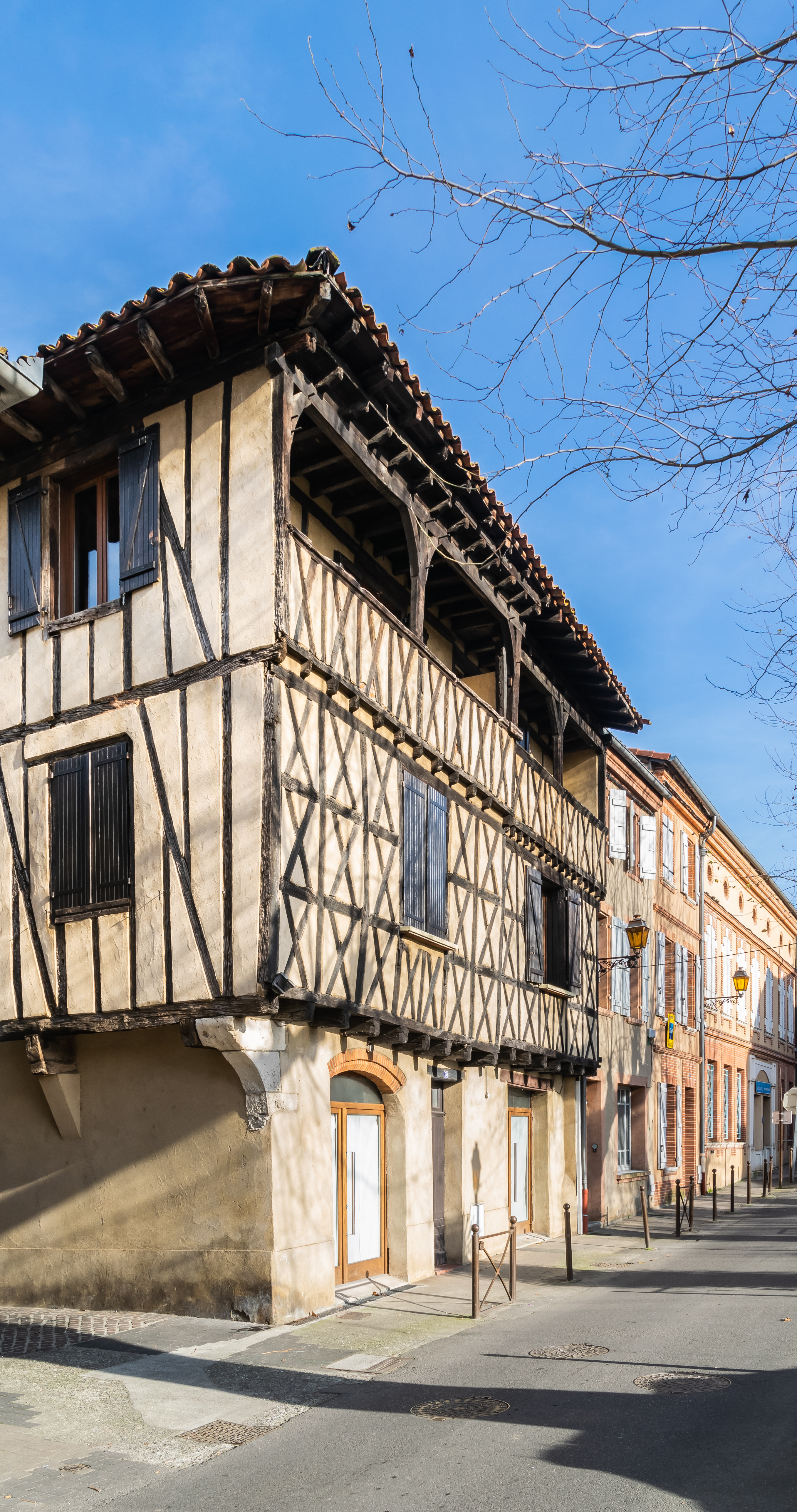
Vakwerkhuis

## Partnersteden
- Monzón

## Geboren
- Nicolas-Marie Dalayrac (1753-1809), componist en advocaat
- Adolphe Niel (1802-1869), maarschalk van Frankrijk en minister van Oorlog
- Clément Ader (1841-1925), vliegtuigbouwer
- Bernard-Joseph Artigue (1859-1936), kunstschilder
- Manon André (1986), rugbyspeelster

## Overleden
- Peter II van Aragón (1174-1213), koning van Aragón en graaf van Barcelona
- Antoon van Schendel (1910-1990), Nederlands wielrenner